# Les Clefs
Les Clefs és un municipi francès situat al departament de l'Alta Savoia i a la regió d'Alvèrnia-Roine-Alps. L'any 2007 tenia 572 habitants.

## Demografia

### Població
El 2007 la població de fet de Les Clefs era de 572 persones. Hi havia 224 famílies de les quals 64 eren unipersonals (48 homes vivint sols i 16 dones vivint soles), 52 parelles sense fills, 88 parelles amb fills i 20 famílies monoparentals amb fills.
La població ha evolucionat segons el següent gràfic:
Habitants censats

### Habitatges
El 2007 hi havia 369 habitatges, 230 eren l'habitatge principal de la família, 131 eren segones residències i 8 estaven desocupats. 274 eren cases i 91 eren apartaments. Dels 230 habitatges principals, 147 estaven ocupats pels seus propietaris, 76 estaven llogats i ocupats pels llogaters i 7 estaven cedits a títol gratuït; 7 tenien una cambra, 17 en tenien dues, 39 en tenien tres, 64 en tenien quatre i 103 en tenien cinc o més. 205 habitatges disposaven pel capbaix d'una plaça de pàrquing. A 107 habitatges hi havia un automòbil i a 110 n'hi havia dos o més.

### Piràmide de població
La piràmide de població per edats i sexe el 2009 era:
| Homes | Edats   | Dones |
| ----- | ------- | ----- |
| 0     | 95 o +  | 4     |
| 0     | 90 a 94 | 0     |
| 0     | 85 a 89 | 12    |
| 0     | 80 a 84 | 0     |
| 8     | 75 a 79 | 4     |
| 8     | 70 a 74 | 12    |
| 8     | 65 a 69 | 8     |
| 8     | 60 a 64 | 4     |
| 20    | 55 a 59 | 16    |
| 8     | 50 a 54 | 8     |
| 4     | 45 a 49 | 8     |
| 16    | 40 a 44 | 12    |
| 32    | 35 a 39 | 12    |
| 20    | 30 a 34 | 36    |
| 16    | 25 a 29 | 16    |
| 4     | 20 a 24 | 12    |
| 8     | 15 a 19 | 12    |
| 20    | 10 a 14 | 16    |
| 24    | 5 a 9   | 24    |
| 24    | 0 a 4   | 16    |

## Economia
El 2007 la població en edat de treballar era de 381 persones, 306 eren actives i 75 eren inactives. De les 306 persones actives 295 estaven ocupades (173 homes i 122 dones) i 11 estaven aturades (7 homes i 4 dones). De les 75 persones inactives 19 estaven jubilades, 32 estaven estudiant i 24 estaven classificades com a «altres inactius».

### Ingressos
El 2009 a Les Clefs hi havia 221 unitats fiscals que integraven 571,5 persones, la mediana anual d'ingressos fiscals per persona era de 18.222 €.

### Activitats econòmiques
Dels 27 establiments que hi havia el 2007, 3 eren d'empreses de fabricació d'altres productes industrials, 8 d'empreses de construcció, 2 d'empreses de comerç i reparació d'automòbils, 1 d'una empresa de transport, 6 d'empreses d'hostatgeria i restauració, 3 d'empreses de serveis, 1 d'una entitat de l'administració pública i 3 d'empreses classificades com a «altres activitats de serveis».
Dels 13 establiments de servei als particulars que hi havia el 2009, 1 era un taller de reparació d'automòbils i de material agrícola, 2 paletes, 1 guixaire pintor, 2 fusteries, 1 lampisteria, 1 electricista, 1 empresa de construcció, 2 perruqueries i 2 restaurants.
L'any 2000 a Les Clefs hi havia 23 explotacions agrícoles que ocupaven un total de 462 hectàrees.

## Equipaments sanitaris i escolars
El 2009 hi havia una escola elemental.

## Poblacions més properes
El següent diagrama mostra les poblacions més properes.